# Olimp (Lícia)
Olimp (grec antic: Ὄλυμπος, Ólympos, llatí: Olympus) fou una antiga ciutat de la costa de Lícia situada al sud-est de l'actual Turquia, a 60 km al sud-oest d'Antalya.
El lloc, cobert per una densa vegetació, es troba a la localitat de Çıralı, prop Kemer i Tekirova (a 6 km de la carretera principal que uneix Antalya amb Fethiye), i és conegut per les seves platges protegides, atès que són l'hàbitat de la tortuga marina (espècie amenaçada) i allà hi ponen els seus ous.

## Història
La ciutat va ser fundada en el període hel·lenístic (segle ii aC), al voltant de la muntanya que ara es diu Tahtalı Dağı i que aleshores duia el nom d'Olimp (una de les vint muntanyes amb aquest nom i, alternativament, Fenicunt, on es trobava també un temple d'Hefest.
Va estar sota domini de l'Imperi Romà. Hi ha diversos monuments, entre d'altres un amfiteatre i termes romanes. Metodi de Patara, mort el 311, va ser bisbe d'Olimp. Objectiu dels pirates, va ser destruïda i arruïnada diverses vegades.